# 316741 Janefletcher
316741 Janefletcher è un asteroide della fascia principale. Scoperto nel 1998, presenta un'orbita caratterizzata da un semiasse maggiore pari a 3,1666697 UA e da un'eccentricità di 0,1735051, inclinata di 25,87232° rispetto all'eclittica.
L'asteroide è dedicato alla produttrice televisiva britannica Jane Fletcher.